# 爱词霸
爱词霸（域名：Iciba.com）创建于2005年，为總部位於中國北京的金山软件公司的金山词霸所设计的在线词典网站。爱词霸还拥有沙龙、翻译等设施。目前最大竞争对手为海词在线。

## 关于
爱词霸创建于2005年，原名为“词霸在线”，后多次改版，推出本地在线版本，后改名为爱词霸。爱词霸拥有多个专业词库，这是海词在线遥不可及的，另外，爱词霸拥有词霸沙龙、在线翻译、每日一句以及英语学习天地等子项目。虽然如此，但是由于海外浏览爱词霸的速度以及逐渐的商业化、脓肿化，越来越多的使用者慢慢转到了海词在线。